# Yessey Lacus
Lo Yessey Lacus è una struttura geologica della superficie di Titano.